# Амфитрида (фрегат, 1832)
Амфитри́да — парусный фрегат Российского императорского флота; тип «Спешный». Относился к рангу 44-пушечных фрегатов, но имел 52 орудия. Заложен 31 августа 1831 года на Соломбальской верфи. Строитель В. А. Ершов. Спущен на воду 17 мая 1832 года, вошел в состав Балтийского флота.

## Основные характеристики
- Водоизмещение — около 1950 тонн[1];
- Длина по верхней палубе — 48,6 м[1];
- Ширина по мидель-шпангоуту — 12,7 м[1];
- Осадка — 3,9 м[1];
- Артиллерийское вооружение — 52 орудия[1] (24-фунтовых — по штату[3]);
- Экипаж — 340/430 человек[1][2].

## Служба
В 1832 году перешел из Архангельска в Кронштадт.
- В 1833, 1834, 1838, 1839, 1841 и 1842 годах в составе эскадр находился в практических плаваниях в Финском заливе и Балтийском море.
- В 1837 году в составе отряда находился в плавании с гардемаринами в Балтийском море.
- В 1849 году тимберован в Кронштадте.
- В 1853 году участвовал в Высочайшем смотре и маневрах Балтийского флота у острова Гогланд.
- В 1854 году стоял на Кронштадтском рейде.
- В 1855 году занимал позицию на Северном фарватере.
- В 1856 году перевозил войска из Кронштадта в Свеаборг.
- В 1859 году затоплен на Северном фарватере Кронштадта[1][2].

## Командиры
- 1832—1833 — Н. И. Кошелев
- 1834 — Ф. Ф. Матюшкин
- 1837—1839 — П. П. Тыринов
- 1841 — B. C. Хромченко
- 1842—1843 — Д. П. Стеновой
- 1851—1854 — П. А. Родионов
- 1855—1856 — Ф. Г. Стааль[1][2]